# Raúl Iturria
0
Nepomuceno Raúl Iturria Igarzabal (Paraje Las Cañas,Durazno, 16 de mayo de 1935) es Dr. en Derecho y Ciencias Sociales especializado en Derecho Administrativo en la Universidad Complutense de Madrid, abogado egresado de la UDELAR, poeta, escritor,  historiador y político uruguayo perteneciente al Partido Nacional.

## Biografía
Nacido en Paraje rural Las Cañas , Durazno donde concurrió a la escuela rural. Graduado como Doctor en Derecho y Ciencias Sociales en  la Universidad de la República. Se especializó en Derecho Administrativo en la Universidad Complutense de Madrid.
Fue intendente del departamento de Durazno en dos períodos 1972-1976 y 1990-1995.
Durante la presidencia de Luis Alberto Lacalle, ocupó la titularidad del Ministerio del Interior entre el 10 de noviembre de 1993 y el 17 de mayo de 1994. Renunció por discrepancias con Lacalle, y adhirió al movimiento Manos a la Obra de Alberto Volonté, resultando elelecto  Senador de la República en las elecciones de ese año.
Durante la segunda presidencia de Julio María Sanguinetti, en el marco del gobierno de coalición, Iturria fue nombrado ministro de Defensa Nacional, cargo que ocupó entre el 1 de marzo de 1995 y el 16 de octubre de 1998. Posteriormente, reasumió su banca como Senador hasta febrero de 2000. Senado de la República.
Creador del Festival Nacional del Folklore en enero de 1973. Primero del país que dio lugar a que otros departamentos lo imitaran. El segundo fue el festival del olimar en Treinta y tres en Semana Santa del mismo año como imitación del de Durazno; lo creó el entonces intendente de Treinta y tres, Dr. Fernando Crosa. 
Entre otras actividades, y fiel a los orígenes de sus ancestros, es miembro del club vasco local Euskal Erría.
Defensor del tradicionalismo, es miembro de la Sociedad Elías Regules.
También del Rotary Club del Uruguay. 
Ha escrito varios libros, entre los que se destacan 1958 el año que cambió la historia, Tratado de Folklore, Hernandarias de tropero a estadista, y Vasconia Uruguayensis,  otro sobre Benito Nardone.
Tiene 6 hijos con Tomasa Cano, 14 nietos y tres bisnietos.

## Obras
- Benito Nardone. Chico Tazo - La voz del campo e historia de la ganadería y del gremialismo rural. Montevideo. 2019. ISBN 9789974944442. Archivado desde el original el 24 de octubre de 2019. Consultado el 24 de octubre de 2019.
- Hojas sueltas. Tierra Adentro. 2011. ISBN 9789974983878.
- Versos del tiempo. Tierra Adentro. 2010. ISBN 9789974980617.
- Con los ojos del alma. Tierra Adentro. 2009. ISBN 9789974966437.
- 1958, el año que cambió la historia. Durazno: Tierra Adentro. 2008. ISBN 9789974965218.
- Elías Regules. De la tapera a la criolla. Montevideo: Ediciones de la Plaza. ISBN 9789974482326. Archivado desde el original el 24 de octubre de 2019. Consultado el 24 de octubre de 2019.
- Hernandarias. De tropero a estadista. Durazno: Tierra Adentro. 2007. ISBN 9789974777040. Archivado desde el original el 24 de octubre de 2019. Consultado el 24 de octubre de 2019.
- Nuestro campo en dos visiones. Tierra Adentro. 2007. ISBN 9789974777040. (con Claudio Silveira Silva)
- Tratado de folklore. 2005. ISBN 9974777038. Archivado desde el original el 24 de octubre de 2019. Consultado el 24 de octubre de 2019.
- La precisión del Yí.

| Predecesor: Rodolfo González Rissotto | Ministro de Defensa 1995-1998 | Sucesor: Juan Luis Storace |